# Megasema brevipennis
Megasema brevipennis là một loài bướm đêm trong họ Noctuidae.